# 霍華德維爾 (密蘇里州)
霍華德維爾（英語：Howardville）是位於美國密蘇里州新馬德里縣的城市。

## 人口
根據2020年美國人口普查的數據，霍華德維爾的面積為0.59平方千米，皆為陸地。當地共有人口277人，而人口密度為每平方千米469人。